# Medasina albidaria
Medasina albidaria är en fjärilsart som beskrevs av Walker 1866. Medasina albidaria ingår i släktet Medasina och familjen mätare. Inga underarter finns listade i Catalogue of Life.